# Брэгг, Дон
Дональд Джордж Брэгг (англ. Donald George Bragg; 15 мая 1935, Пенс-Гров, Нью-Джерси — 16 февраля 2019, Окли, Калифорния) — американский легкоатлет, специалист по прыжкам с шестом. Выступал за сборную США по лёгкой атлетике в конце 1950-х — начале 1960-х годов, чемпион Олимпийских игр в Риме и Панамериканских игр в Чикаго, рекордсмен мира, многократный победитель и призёр первенств национального значения.

## Биография
Дон Брэгг родился 15 мая 1935 года в поселении Пенс-Гров штата Нью-Джерси, США.
Занимался лёгкой атлетикой в Университете Вилланова, в составе университетской команды «Вилланова Уайлдкэтс» неоднократно становился победителем и призёром студенческих соревнований в прыжках с шестом, в частности в 1955 году одержал победу на чемпионате Национальной ассоциации студенческого спорта. По окончании университета в 1957 году успешно выступал на чемпионатах США среди любителей, где так же был лучшим в своей дисциплине.
Первого серьёзного успеха на международном уровне добился в сезоне 1959 года, когда вошёл в основной состав американской национальной сборной и побывал на Панамериканских играх в Чикаго, откуда привёз награду золотого достоинства, выигранную в прыжках с шестом. Также в этом сезоне установил мировой рекорд по прыжкам в помещении, на соревнованиях в Филадельфии показав результат 4,81 метра. Позже с результатом 4,80 метра установил мировой рекорд и на открытом стадионе — стал последним рекордсменом мира, использовавшим металлический шест.
Благодаря череде удачных выступлений удостоился права защищать честь страны на летних Олимпийских играх 1960 года в Риме. С олимпийским рекордом 4,70 метра обошёл здесь всех своих соперников и тем самым завоевал золотую олимпийскую медаль.
В ходе своей спортивной карьеры Брэгг получил прозвище Тарзан, за высокий рост и большую силу. Будучи посланником доброй воли Государственного департамента США, он отправился в тур по Европе и Африке, в ходе которого как Тарзан залезал на деревья и раскачивался на лианах. Также на церемонии награждения Олимпиады в Рио, стоя на пьедестале почёта, он исполнил характерный крик Тарзана, чем шокировал собравшуюся публику. Долгое время Брэгг мечтал исполнить роль Тарзана в кино, однажды встретился с Джонни Вайсмюллером — тот согласился, что он хорошо подойдёт на эту роль. Дважды к нему поступало предложение, но каждый раз ему приходилось отказываться из-за травм, и в конечном счёте его мечта так и не осуществилась.
По окончании спортивной карьеры Дон Брэгг возглавлял легкоатлетическое отделение Стоктонского университета в Нью-Джерси, владел летним лагерем, написал книгу-автобиографию A Chance to Dare: The Don Bragg Story.
В августе 2010 года выступил с речью в Риме на церемонии, посвящённой 40-летнему юбилею Олимпиады, при этом завершил своё выступление криком Тарзана.
Его младшая сестра Дайан Брэгг, наблюдая за тренировками, тоже научилась прыгать с шестом и впоследствии установила мировой рекорд, продержавшийся более 25 лет.
Умер в результате осложнений, связанных с болезнью Паркинсона, сахарным диабетом и сердечным приступом, 16 февраля 2019 года у себя дома в Окли, штат Калифорния, в возрасте 83 лет.